# Percnia suffusaria
Percnia suffusaria är en fjärilsart som beskrevs av Alfred Ernest Wileman 1914. Percnia suffusaria ingår i släktet Percnia och familjen mätare. Inga underarter finns listade i Catalogue of Life.